# Жилые Дома Кирпичного Завода
Жилые Дома Кирпичного Завода — деревня в Дебёсском районе Удмуртской Республики России.

## География
Деревня находится в восточной части республики, в подзоне южной тайги, у реки pСылызь, на расстоянии примерно 5 километров (по прямой) к юго-востоку от села Дебёсы, административного центра района.
Фактически слилось с деревней Малый Зетым. 

### Климат
Климат характеризуется как умеренно континентальный, с продолжительной холодной многоснежной зимой и относительно коротким тёплым летом. Среднегодовая многолетняя температура воздуха составляет 1,2 °С. Абсолютный минимум температуры воздуха составляет −49 °C; абсолютный максимум — 37 °C. Вегетационный период длится в среднем 160—170 дней. Среднегодовое количество атмосферных осадков составляет около 541 мм, из которых большая часть выпадает в тёплый период. Снежный покров держится в течение 160—165 дней.

## История
В 2004 году   Постановлением Государственного Совета Удмуртской Республики от 26.10.2004 г № 309-III посёлок Жилые дома кирпичного завода преобразовывается в деревню.
До 2021 года входил в Большезетымское сельское поселение, упразднённое в связи с преобразованием муниципального района в муниципальный округ.

## Население
| 2010 | 2012 |
| ---- | ---- |
| 104  | ↘100 |

## Инфраструктура
Личное подсобное хозяйство с зоной сельскохозяйственного использования, индивидуальная застройка усадебного типа.

## Транспорт
Деревня доступна автотранспортом.  